# マックフライポテト

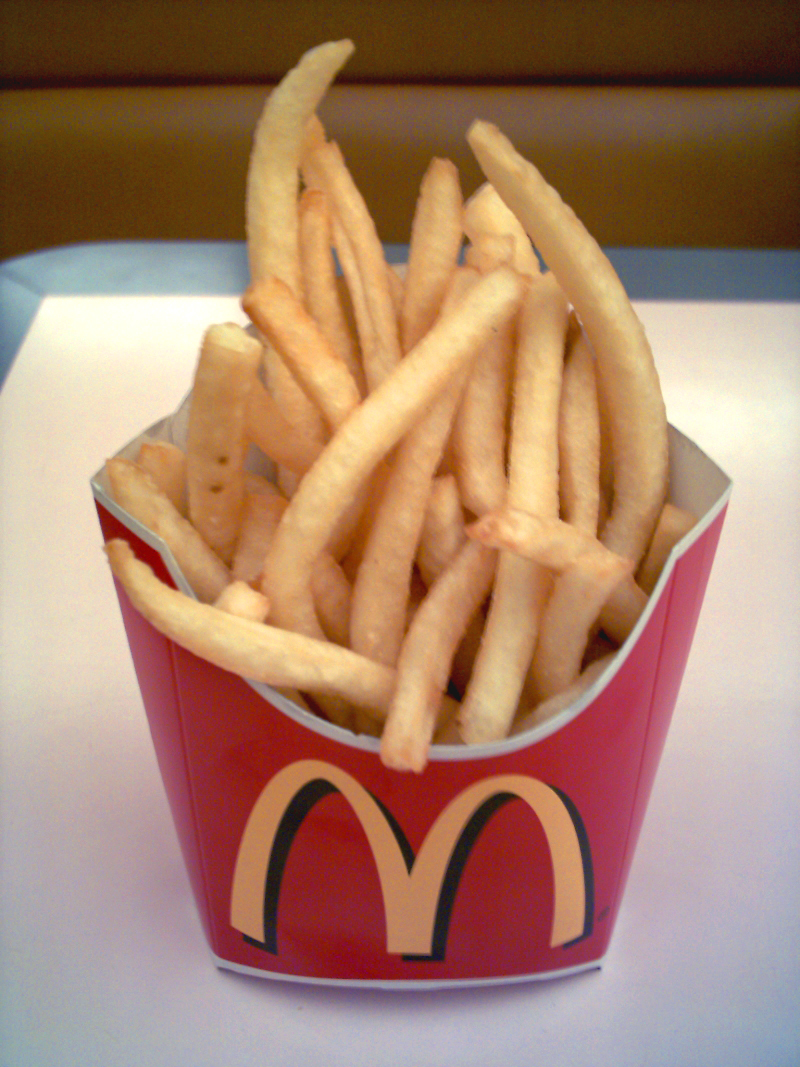
マックフライポテト（2006年、日本マクドナルド）

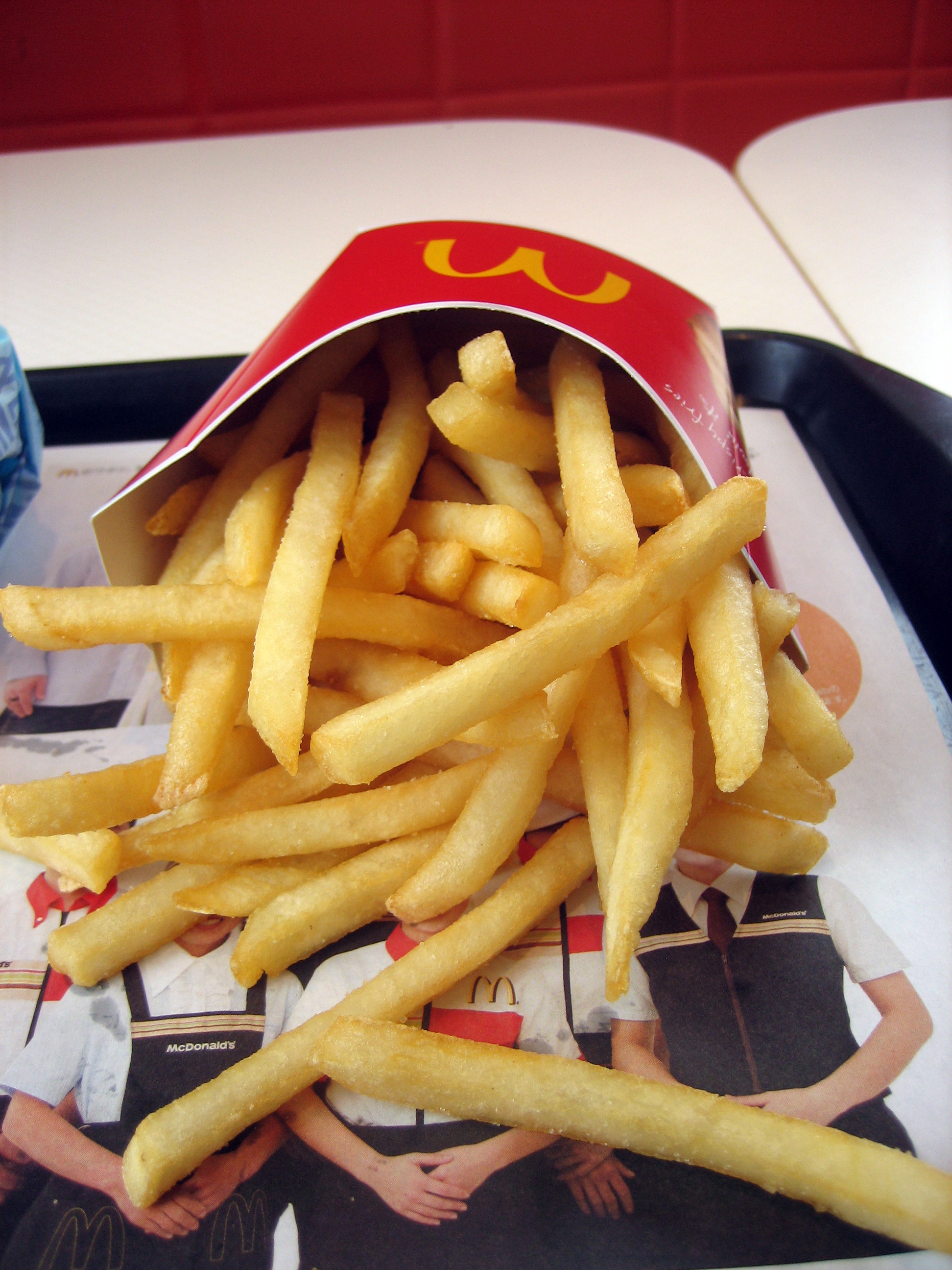
Mサイズのマックフライポテト(2010年、日本国内にて撮影)

マックフライポテト（米：World Famous Fries 、英：McDonald's Fries、エジプト等の英語：McFries 、日：McFry）は、ファーストフードチェーンのマクドナルドが販売しているフライドポテトである。

## 概要
サイドメニューに位置するが、マクドナルドの中では主力商品である。
通常日本の店舗では、朝マックと称する朝食メニューの時間帯（午前5時から午前10時30分）を除いて、S・M・Lの3種類のサイズで提供される。原材料にアメリカ合衆国（一部カナダ産）のジャガイモ、アレルギー情報として牛肉、大豆も使用されている。ジャガイモはラセットバーバンクなどの北米産品種を使用しているが、これはカットしても一定以上のサイズになるだけ十分大きく、揚げた時の舌触りもよいなどマクドナルドのグローバルな品質基準を満たすためであり、またマクドナルドの膨大な販売量を賄える数少ない産地であるためである。
また、夜マックメニューの時間帯限定で、マックフライポテトのLサイズとチキンマックナゲット10個入りのサイドセット「ポテナゲ大」、マックフライポテトのLサイズが2つとチキンマックナゲット15個入りのサイドセット「ポテナゲ特大」が販売される。
原材料のジャガイモは工場で洗浄カットし基準に満たない小さいものは、篩で取り除かれる。工場では余分な糖分を取り除くために素揚げをして揚げたときの色を均一になるするようにしポテトを急速冷凍している。店舗では揚げる直前まで、専用冷凍庫で保存されている。牛脂とパーム油を配合した油で揚げたポテトにはソルトディスペンサーにより一定量の塩がふられる。日本の場合、検疫により生のジャガイモは輸入不可であり、また品質保持の観点からも、北米でカット・素揚げした冷凍加工品を輸入し、店舗で最終的な調理をしている。

### 一部サイズの販売休止

#### 2014年
ジャガイモの原産国であるアメリカ合衆国で労使交渉の長期化により、原材料の安定的な調達が難しくなったため、日本マクドナルドは2014年12月17日からSサイズ以外の販売を休止、2015年1月5日から全サイズの販売を再開した。

#### 2021年
2021年においても、船便の経由地であるカナダ・バンクーバー港近郊の大規模な水害や新型コロナウイルスによる世界的な物流網への混乱の影響に伴う、輸入遅延の発生で安定的な調達が難しくなることから、12月24日から同月30日まで、セットメニューを含むSサイズのみの販売、および「ポテナゲ大」「ポテナゲ特大」が販売休止となった。Sサイズ以外のポテト販売停止となる前日の12月23日にはポテトを食べ納めしようとする駆け込みで行列となる店舗も発生した。
その後、一時販売休止による温存に加えて、アメリカの物流会社「フレックスポート」がジャガイモ輸送のための航空便を緊急手配したことなどによる代替対応により通常販売が可能となる目途が立ったため、予定通り12月31日10時30分から、「マックフライポテト」全サイズでの販売、およびセットメニューを含む影響を受けた全メニューでの販売を再開した。

#### 2022年
前年（2021年）大晦日の販売再開後も輸入遅延が続いていることに加え、バンクーバーにおける貨物の滞留や雪の影響による混乱、航路上での悪天候など不測の事態が重なり、2022年1月上旬から中旬にかけて予定していた船便の到着にさらなる遅れが生じている状況となり、当面の在庫を十分確保するため、1月9日より1か月程度を目途に、2021年と同様の措置としてセットメニューを含むSサイズのみの販売となる。
その後、新たな流通経路の手配などにより、通常販売のめどが立ったため、2月7日10時30分からセットメニューを含む全サイズの販売を再開することを同月4日に発表した。
なお、マックフライポテトを巡ってはマレーシアやインドネシアでも日本と同様の理由でポテトのサイズを制限した上で販売しているほか、台湾でもハッシュポテトが品切れになる店舗が発生していることをそれぞれの現地法人が発表している。

## 派生製品
- シャカシャカポテト - 不定期販売。販売される回数は年によって異なり、1回も販売されないこともある。
  - バターしょうゆ味　－2013年5月発売[27]。
  - クアトロチーズ
  - 明太マヨ
  - トマトクリーム
  - さくらえびしお
  - 旨辛ホットチリ
  - てりやきマックバーガー味
  - ダブルチーズバーガー味
  - スモークチーズ味
  - ワイルドバーベキュー味
  - 松茸香るだし[28]
  - 手羽先味
  - 鶏にんにくから揚げ味
  - 柚子七味マヨ
  - レッド&ブラック ダブルペッパー
  - 梅のり塩味 - 2024年に再販[29]。
  - にんにく黒胡椒マヨ味- 2024年に再販[29]。
  - じゃがバタ
  - 名古屋名物手羽先味
  - サワークリームオニオン味
  - 3種のチーズ味
  - レッド&ブラックダブルペッパーシーズニング
  - てりやき味
  - ハワイアンバーベキュー味
- マックチョコポテト - 2016年1月26日に販売[30]。
- ハロウィンチョコポテト パンプキン&チョコソース[31]。
- ハロウィン魔女ポテト 紫いも&チョコソース[32]
- 和風ポテトフライ 大学芋の味[33]
- クラシックフライ はちみつマスタード- 2016年7月に日本マクドナルド45周年を記念する形で販売された[34]